# Phare du cap Camarón

Le phare du cap Camarón (en espagnol : Faro de Cabo Camarón) était un phare situé sur le cap Camarón, dans le département de Colón au Honduras.

## Histoire
Le cap Camarón se situe à l'ouest d'Iriona (Département de Colón). Il fait limite avec le Département de Graias a Dios.
Le phare s'est effondré en 2011, probablement lors de la Tempête tropicale Harvey. Il s'agissait d'un poteau en acier de 22 m peint de bandes horizontales rouges et blanches.
Identifiant : ARLHS : HON-001 - Amirauté : J6012 - NGA : 110-16478 .
|                   |
| Carte du Honduras |